# Verwaltungsgemeinschaft Mittweida
Die Verwaltungsgemeinschaft Mittweida ist eine Verwaltungsgemeinschaft im Freistaat Sachsen. Sie liegt im Westen des Landkreises Mittelsachsen rund um die Stadt Mittweida, etwa 23 km nordöstlich von Chemnitz. Landschaftlich befindet sich das Gemeinschaftsgebiet im Erzgebirgsvorland im  Mittelsächsischen Hügelland entlang des Zschopautales. Das Gemeinschaftsgebiet ist auch über die Anschlüsse Chemnitz-Ost und Hainichen der südlich verlaufenden Bundesautobahn 4 zu erreichen. Die Bahnstrecke Riesa–Chemnitz führt durch die Stadt Mittweida.

## Die Gemeinden mit ihren Ortsteilen
- Mittweida mit den Ortsteilen Mittweida (Stadt), Falkenhain, Frankenau, Kockisch, Lauenhain Neudörfchen, Ringethal, Rößgen, Tanneberg, Thalheim, Weißthal und Zschöppichen
- Altmittweida